# 17
| 17                 |
| ------------------ |
| Dødsfald - Fødsler |
|                    |

| Gregoriansk kalender | 17 XVII                 |
| Ab urbe condita      | 770                     |
| Armensk kalender     | I/T                     |
| Kinesiske kalender   | 2713 – 2714 丙子 – 丁丑 |
| Etiopisk kalender    | 9 – 10                  |
| Jødisk kalender      | 3777 – 3778             |
| Hindukalendere       |                         |
| - Vikram Samvat      | 72 – 73                 |
| - Shaka Samvat       | N/A                     |
| - Kali Yuga          | 3118 – 3119             |
| Iransk kalender      | 605 BP – 604 BP         |
| Islamisk kalender    | 624 BH – 623 BH         |

Se også 17 (tal)

## Dødsfald
- 2. januar – Ovid, romersk digter (født 43 f.Kr.)